# 所有所有樂團
Everything Everything 是一支来自英国曼彻斯特的英国艺术摇滚乐队，成立于 2007 年底。乐队以其不拘一格的声音和复杂的社会政治歌词而闻名，迄今为止已经发行了六张专辑——2010 年的 Man Alive、2013 年的 Arc、2015 年的 Get to Heaven、2017 年的 A Fever Dream、2020 年的 Re-Animator 和 2022 年的 Raw Data Feel——广受好评。 他们的作品两次入围水星音乐奖，并获得五项 Ivor Novello 奖提名。

## 职业
2007年成立于英国曼彻斯特。 2008 年 12 月，XL Recordings 发行了限量版 7 英寸“Suffragette Suffragette”。 2009年，发行单曲《Photoshop Handsome》和《My Kz, Ur Bf》。 同年年底，入选BBC Sound of 2010英国最有前途新人榜单。
2010年，发行格芬唱片第一张专辑《Man Alive》。 它在英国排行榜上排名第17位。 在音乐媒体公布的年度最佳专辑榜单中，Q杂志排名第35位，NME排名第43位。
2013年，发行索尼RCA第二张专辑《Arc》。 在英国排行榜上排名第 5。
2015年，发行第三张专辑《Get to Heaven》。
2017年，发行第四张专辑《狂热的梦》。
2020年，推出第五张专辑《Re-Animator》。
2022年，推出第六张专辑《原始数据感觉》。 在创作《Raw Data Feel》时，与约克大学合作，部分歌词使用人工智能创作。

## 成员
| Current members - Jonathan Higgs – 主唱、键盘、节奏吉他 (2007 年至今) - Jeremy Pritchard – 低音吉他、键盘、和声 (2007 年至今) - Michael Spearman – 鼓手、和声 (2007 年至今) - Alex Robertshaw – 主音吉他、键盘、和声 (2009 年至今) | 前成员 - Alex Niven – 主音吉他、和声 (2007–2009) 巡演音乐家 - Peter Sené – 键盘与打击乐器 (2012–present) |

## 唱片目录

### 录音室专辑
- Man Alive（格芬唱片公司，2010 年 8 月 27 日）英国 #17
- Arc（2013 年 1 月 14 日，RCA 唱片）英国第 5 名
- Get to Heaven（2015 年 6 月 22 日，RCA 唱片）英国第 7 名
- A Fever Dream（2017 年 8 月 18 日，RCA 唱片）
- Re-Animator（2020 年 9 月 11 日，AWAL）
- Raw Data Feel（2022 年 5 月 20 日，AWAL）